# Tangara à poitrine noire
Cnemathraupis eximia
Espèce
Statut de conservation UICN

 LC  : Préoccupation mineure
Le Tangara  à poitrine noire (Cnemathraupis eximia) est une espèce de petits passereaux de la famille des Thraupidae.

## Répartition
Son aire de répartition s'étend sur le Venezuela, la Colombie, Équateur et le Pérou.

## Liste des sous-espèces
Il se répartit en quatre sous-espèces suivantes :
- C. eximia chloronota P. L. Sclater, 1855 ;
- C. eximia cyanocalyptra R. T. Moore, 1934 ;
- C. eximia eximia (Boissonneau 1840) ;
- C. eximia zimmeri R. T. Moore, 1934.

## Référence
Boissonneau, 1840 : Revue zoologique 3.